# Eurycoccus antiscius
Eurycoccus antiscius är en insektsart som beskrevs av Williams 1985. Eurycoccus antiscius ingår i släktet Eurycoccus och familjen ullsköldlöss. Inga underarter finns listade i Catalogue of Life.